# Gyrodoma
Gyrodoma là một chi thực vật có hoa trong họ Cúc (Asteraceae).

## Loài
Chi Gyrodoma gồm các loài: